# E3 Saxo Bank Classic 2023
Das Straßenradrennen E3 Harelbeke 2023  war die 65. Austragung des belgischen Eintagesrennens. Das von Flanders Classics organisierte Rennen fand am 24. März 2023 statt und war Teil der UCI WorldTour 2023.
Den Sieg sicherte sich Wout van Aert (Jumbo-Visma) im Sprint vor Mathieu van der Poel (Alpecin-Deceuninck) und Tadej Pogačar (UAE Team Emirates). Die drei Fahrer hatten sich rund 40 Kilometer vor dem Ziel im Anstieg des Oude Kwaremont absetzten können.

## Teilnehmende Mannschaften und Fahrer
Neben den 18 UCI WorldTeams starteten auch 7 UCI ProTeams bei dem Rennen. Für jede Mannschaft waren sieben Fahrer startberechtigt, wobei Cees Bol (Astana Qazaqstan) und Hugo Houle (Israel-Premier Tech) das Rennen nicht in Angriff nahmen. Vin den 173 Startern erreichten 101 das Ziel.
Mit dem Vorjahressieger Wout van Aert (Jumbo-Visma), Kasper Asgreen (Soudal Quick-Step), Zdeněk Štybar (Jayco AlUla), Greg Van Avermaet (AG2R Citroën Team), Michał Kwiatkowski (Ineos Grenadiers) und Peter Sagan (TotalEnergies) gingen sechs ehemalige Sieger des Eintagesrennens an den Start.
Als Favoriten galten Wout van Aert, Dylan van Baarle, Christophe Laporte, Tiesj Benoot (alle Jumbo-Visma), Mathieu van der Poel, Søren Kragh Andersen, Quinten Hermans (alle Alpecin-Deceuninck), Tadej Pogačar, Tim Wellens, Matteo Trentin (alle UAE Team Emirates), Julian Alaphilippe, Kasper Asgreen, Yves Lampaert, Florian Sénéchal (alle Soudal Quick-Step), Biniam Girmay, Mike Teunissen (beide Intermarché-Circus-Wanty), Mads Pedersen, Jasper Stuyven (beide Trek-Segafredo), Filippo Ganna, Ben Turner, Jhonatan Narváez (alle Ineos Grenadiers), Stefan Küng, Valentin Madouas (beide Groupama-FDJ), Matej Mohorič (Bahrain Victorious), Alberto Bettiol (EF Education-EasyPost), Greg Van Avermaet, Benoît Cosnefroy (beide AG2R Citroën), Anthony Turgis, Peter Sagan (TotalEnergies), Sep Vanmarcke (Israel-Premier Tech), Nils Politt (Bora-hansgrohe), Iván García Cortina (Movistar) und Rasmus Tiller (Uno-X).
Mit Dylan Groenewegen (Jayco AlUla), Fernando Gaviria (Movistar), Mark Cavendish (Astana Qazaqstan), Alexander Kristoff (Uno-X), Davide Ballerini (Soudal Quick-Step), Jordi Meeus (Bora-hansgrohe), John Degenkolb (DSM), Simone Consonni (Cofidis) nahmen auch zahlreiche Sprinter das Rennen in Angriff.
| UCI WorldTeams | UCI WorldTeams        | UCI WorldTeams | UCI WorldTeams           | UCI WorldTeams | UCI WorldTeams    | UCI ProTeams | UCI ProTeams           |
| -------------- | --------------------- | -------------- | ------------------------ | -------------- | ----------------- | ------------ | ---------------------- |
| ACT            | AG2R Citroën Team     | GFC            | Groupama-FDJ             | DSM            | Team DSM          | BWB          | Bingoal WB             |
| ADC            | Alpecin-Deceuninck    | IGD            | Ineos Grenadiers         | JAY            | Team Jayco AlUla  | IPT          | Israel-Premier Tech    |
| AST            | Astana Qazaqstan Team | ICW            | Intermarché-Circus-Wanty | TFS            | Trek-Segafredo    | LTD          | Lotto Dstny            |
| TBV            | Bahrain Victorious    | TJV            | Jumbo-Visma              | UAD            | UAE Team Emirates | Q36          | Q36.5 Pro Cycling Team |
| BOH            | Bora-Hansgrohe        | MOV            | Movistar Team            |                |                   | TFB          | Team Flanders-Baloise  |
| COF            | Cofidis               | SOQ            | Soudal Quick-Step        |                |                   | TEN          | TotalEnergies          |
| EFE            | EF Education-EasyPost | ARK            | Team Arkéa-Samsic        |                |                   | UXT          | Uno-X Pro Cycling Team |

## Streckenführung
Die Strecke führte über 202,1 km mit Start und Ziel in Harelbeke und hatte sich im Vergleich zum Vorjahr kaum verändert. Nach dem Start ging es über Waregem, Oudenaarde und Zottegem nach Osten, ehe die Fahrer Richtung Süden nach Geraardsbergen fuhren. Diese ersten rund 70 Kilometer waren vorwiegend flach. Neben den drei Kopfsteinpflaster-Abschnitten Beaucarnestraat, Holleweg und Paddestraat wurde nur ein kurzer Anstieg, der Katteberg, überquert. Von Geraardsbergen führte die Strecke anschließend nach Westen in die flämischen Ardennen. Beginnend mit dem Kilometer 88 folgten nun mehrere Schleifen mit unterschiedlichen Anstiegen. Mit dem Paterberg und dem Oude Kwaremont (rund 42 bzw. 38 Kilometer vor dem Ziel) begann die finale Phase des Rennens. Anschließend musste noch die weniger bekannte Karnemelkbeekstraat erklommen werden, ehe die Kopfsteinpflaster-Passage des Varent und der anschließende Tiegemberg (20 Kilometer vor dem Ziel) die letzten Schwierigkeiten darstellten.
Insgesamt mussten 17 Hellingen (kurze Anstiege in Flandern) und 5 Kasseien (Kopfsteinpflaster-Passagen) passiert werden.
|                     | km    | Länge (m) | Steigung              | Kopfsteinpflaster | Anstieg |
| ------------------- | ----- | --------- | --------------------- | ----------------- | ------- |
| Beaucarnestraat     | 26,9  | 1200      |                       | ●                 |         |
| Katteberg           | 28    | 750       | ⌀ 6 %, max. 11 %      | ●                 | ●       |
| Holleweg            | 29    | 1500      |                       | ●                 |         |
| Paddestraat         | 40,4  | 2300      |                       | ●                 |         |
| La Hoppe            | 87,8  | 1880      | ⌀ 4,8 %, max. 10 %    |                   | ●       |
| Kanarienberg        | 93    | 1050      | ⌀ 7,7 %, max. 14 %    |                   | ●       |
| Oude Kruisberg      | 101   | 800       | ⌀ 4,8 %, max. 9 %     |                   | ●       |
| Knokteberg          | 109,7 | 1260      | ⌀ 7 %, max. 13 %      |                   | ●       |
| Hotondberg          | 113,1 | 1200      | ⌀ 4 %, max. 8 %       |                   | ●       |
| Kortekeer           | 120   | 1000      | ⌀ 6,4 %, max. 17 %    |                   | ●       |
| Taaienberg          | 124,4 | 700       | ⌀ 6,3 %, max. 16 %    | ●                 | ●       |
| Berg ten Stene      | 130,5 | 1300      | ⌀ 5,2 %, max. 9 %     |                   | ●       |
| Boigneberg          | 135,9 | 1000      | ⌀ 5,2 %, max. 12,3 %  |                   | ●       |
| Eikenberg           | 140,7 | 1250      | ⌀ 6,2 %, max. 10 %    |                   | ●       |
| Stationsberg        | 145,3 | 700       | ⌀ 3,2 %, max. 10 %    | ●                 | ●       |
| Mariaborrestraat    | 145,5 | 1300      |                       | ●                 |         |
| Kapelberg           | 156,4 | 750       | ⌀ 7,1 %, max. 14 %    |                   | ●       |
| Paterberg           | 160,1 | 400       | ⌀ 12,9 %, max. 20,3 % | ●                 | ●       |
| Oude Kwaremont      | 163,8 | 2200      | ⌀ 4 %, max. 11,6 %    | ●                 | ●       |
| Karnemelkbeekstraat | 172,1 | 1530      | ⌀ 4,9 %, max. 18 %    |                   | ●       |
| Varent              | 177,9 | 2000      |                       | ●                 |         |
| Tiegemberg          | 182,5 | 750       | ⌀ 5,6 %, max. 9 %     |                   | ●       |
| Ziel                | 202,1 |           |                       |                   |         |

## Rennverlauf und Ergebnis
Die Ausreißergruppe formierte sich erst nach dem Anstieg des Katteberg nach rund 30 gefahrenen Kilometern. Mit Mathias Norsgaard (Movistar), Kelland O’Brien (Jayco AlUla), Mathis Le Berre (Arkéa-Samsic), Thomas Bonnet (TotalEnergies) und Martin Urianstad (Uno-X) setzten sich fünf Fahrer ab, die jedoch keinen großen Vorsprung herausfahren konnten. Auf dem zweiten Anstieg, La Hoppe, war der Vorsprung der Ausreißergruppe bereits auf rund zwei Minuten geschmolzen. Nach dem Oude Kruisberg, rund 100 Kilometer vor dem Ziel, hatte Mathieu van der Poel (Alpecin-Deceuninck) einen Defekt konnte jedoch kurz darauf wieder zum Peloton aufschließen. Im Anstieg des Hotondberg zog sich das Hauptfeld in die Länge und mit Greg Van Avermaet (AG2R Citroën) fiel ein ehemaliger Sieger des Rennens zurück. Vor dem Korteker, rund 86 Kilometer vor dem Ziel, griff Dries De Bondt (Alpecin-Deceuninck) an und schloss nach der Kuppe zu der Spitzengruppe auf, deren Vorsprung auf rund 30 Sekunden gesunken war.
80 Kilometer vor dem Ziel griff Mathieu van der Poel im Taaienberg an und fuhr an der Spitzengruppe vorbei, während einzig Wout van Aert (Jumbo-Visma) dem Niederländer folgen konnte. Mit Kelland O’Brien und Thomas Bonnet konnten sich auch zwei Fahrer der ehemaligen Ausreißergruppe an der Spitze des Rennens behaupten. Nach dem Taaienberg schloss eine zwanzig Fahrer umfassende Gruppe angeführt von Tadej Pogačar (UAE Team Emirates) erneut zu dem Führungs-Quartet auf. Im anschließenden Ber ten Stene war es zunächst der Slowene, der das Tempo verschärfte, ehe sich Matteo Jorgenson (Movistar) von der Favoritengruppe absetzten konnte. Der Amerikaner konnte jedoch nur einen Vorsprung von rund 15 Sekunden herausfahren und wurde im Anstieg des Boigneberg nach einer Tempoverschärfung von Kasper Asgreen (Soudal Quick-Step) wieder gestellt. Nachdem die Kuppe überquert wurde, griff Søren Kragh Andersen (Alpecin-Deceuninck) 67 Kilometer vor dem Ziel an und setzte sich ab. Kurz darauf kamen Nathan Van Hooydonck (Jumbo-Visma) und Matej Mohorič (Bahrain Victorious) hinzu, während sich dahinter erneut eine größere Gruppe bildete. Das Trio überquerte den Eikenberg mit einem Vorsprung von rund 20 Sekunden.
Bei der Einfahrt in den Stationsberg stürzten Dylan van Baarle (Jumbo-Visma), Jhonatan Narváez (Ineos Grenadiers) und Florian Sénéchal (Soudal Quick-Step), während Mathieu van der Poel erneut angriff. Wieder war es Wout van Aert der gemeinsam mit ihm zu dem Spitzen-Trio aufschloss, ehe kurz darauf auch Tadej Pogačar den Sprung in die neu formatierte Spitzengruppe schaffte. Sie arbeiteten gut zusammen und hatten am Fuß des Paterberg einen Vorsprung von über 40 Sekunden herausgefahren, ehe die nächsten Angriffe folgten. Tadej Pogačar erhöhte im Anstieg das Tempo, dem nur Mathieu van der Poel und Wout van Aert folgen konnten. Matej Mohorič, Søren Kragh Andersen und Nathan van Hooydonck konnten die Lücke nach der Abfahrt noch einmal schließen, fielen jedoch auf den ersten Metern des Oude Kwaremont wieder zurück.
Im Oude Kwaremont griff Tadej Pogačar ein weiteres Mal an. Während Mathieu van der Poel am Hinterrad des Slowenen blieb, wurde Wout Van Aert kurzzeitig distanziert, schloss jedoch noch vor der Kuppe, rund 37 Kilometer vor dem Ziel, wieder zu den beiden Spitzenreitern auf. Die beiden weiteren Anstiege der Karnemelkbeekstraat und des Tiegemberg brachten keine Vorentscheidung, während Matej Mohorič, Søren Kragh Andersen und Nathan van Hooydonck von einer weiteren abgehängten Gruppe eingeholt wurden. Auf den letzten Kilometern versuchte sich Tadej Pogačar ein weiteres Mal von seinen Gefährten zu lösen, was ihm jedoch nicht gelang. Im Zielsprint setzte sich Wout van Aert vor Mathieu van der Poel durch. Platz vier ging an Matteo Jorgenson mit einem Rückstand von 33 Sekunden.
| Platz | Fahrer               | Nation | Team               | Zeit                   |
| ----- | -------------------- | ------ | ------------------ | ---------------------- |
| 01.   | Wout van Aert        | BEL    | Jumbo-Visma        | 4:44:59 h (42,97 km/h) |
| 02.   | Mathieu van der Poel | NED    | Alpecin-Deceuninck | "                      |
| 03.   | Tadej Pogačar        | SLO    | UAE Team Emirates  | "                      |
| 04.   | Matteo Jorgenson     | USA    | Movistar Team      | + 0:33 min             |
| 05.   | Iván García Cortina  | ESP    | Movistar Team      | + 0:44 min             |
| 06.   | Stefan Küng          | SUI    | Groupama-FDJ       | + 0:56 min             |
| 07.   | Matej Mohorič        | SLO    | Bahrain Victorious | "                      |
| 08.   | Valentin Madouas     | FRA    | Groupama-FDJ       | + 1:25 min             |
| 09.   | Søren Kragh Andersen | DEN    | Alpecin-Deceuninck | + 1:31 min             |
| 10.   | Filippo Ganna        | ITA    | Ineos Grenadiers   | "                      |